# Nawshirwan Mustafa
Nawshirwan Mustafa (in curdo نەوشیروان مستەفا‎, Noşîrwan Mistefa; Sulaymaniyya, 1944 – Sulaymaniyya, 19 maggio 2017) è stato un politico, storico ed ex guerrigliero curdo con cittadinanza irachena.
Cofondatore dell'Unione Patriottica del Kurdistan, organizzazione politica e militare che ha operato lungo nel Kurdistan iracheno contro il regime di Saddam Hussein, ha abbandonato il partito nel 2006 per fondare il Movimento per il Cambiamento, di cui è leader.

## Biografia

### La formazione
Dopo il diploma si laureò in Scienze politiche all'Università di Baghdad e, tornato a Sulaymaniyya, divenne editore del settimanale locale Rizgary (Salvezza in lingua curda). Con altri intellettuali curdi fondò il partito nazionalista segreto Komala ma il suo coinvolgimento politico gli costò l'esilio forzato. All'Università di Vienna proseguì gli studi accademici e conseguì il dottorato nel 1975.

### La lotta indipendentista
Nello stesso anno, dopo la repressione e la sconfitta della rivolta curda in Iraq, si riunì a Damasco con altri intellettuali curdi, tra cui Jalal Talabani e con questi fondò l'Unione Patriottica del Kurdistan, un movimento che propugnava la secessione del Kurdistan e iniziò ad opporsi politicamente e militarmente al regime di Saddam Hussein.
In veste di politico e di comandante militare, Nawshirwan guidò la resistenza curda dal 1976 e fu il principale artefice della sollevazione del 1991 che seguì la sconfitta irachena nella guerra con l'Iran e riportò sotto il controllo curdo molte città dell'Iraq settentrionale come Kirkuk, Khanaqin e le aree curde attorno a Mosul. Da allora, pur mantenendo ruoli politici, riuscì a riprendere la carriera accademica, visse per qualche anno a Londra e scrisse diversi libri di argomento storico..
Appoggiò l'invasione statunitense e nel 2002 assunse il ruolo di capo negoziatore curdo nell'elaborazione della Costituzione transitoria in vigore nel periodo di transizione che seguì la Seconda Guerra del Golfo.

### Dall'UPK al Movimento per il Cambiamento
Il 5 dicembre 2006 si dimise dall'incarico di vice segretario generale dell'Unione Patriottica del Kurdistan e fondò il partito Lîstî Gorran (Movimento per il Cambiamento) sostenendo la necessità di consistenti riforme politiche e sociali e proponendosi come oppositore della corruzione.
Nel marzo 2007 fondò a Sulaymaniyya la Wusha Corporation, una piattaforma mediatica multimediale composta da un quotidiano cartaceo (Rozhnama Newspaper), un giornale on-line (Sbeiy.com), una rete televisiva satellitare (KNN Channel) e una radio (Dangi Gorran). Nell'autunno dello stesso anno il gruppo editoriale fonda anche il Polling Centre, un centro studi di sondaggi e analisi statistiche.
Alle Elezioni legislative del Kurdistan Iracheno del 25 giugno 2009 ottenne complessivamente il 23,75% dei voti e 25 seggi e il 51% dei voti nel Governatorato di al-Sulaymaniyya. Alle successive Elezioni parlamentari del 7 maggio 2010 ha ottenuto 8 seggi e ha acconsentito a comporre un unico gruppo parlamentare con gli altri partiti curdi.

## Pubblicazioni
- Kurds and Ejams. A political history of Iranian Kurds, 1992
- The Government of Kurdistan (22 January - 17 December 1946). Kurd's in the Soviet game, 1993
- From the Danube shore to the Nawzang valley. Political events in Iraqi Kurdistan (1975-1978), 1997
- The fingers which break each other. Political events in Iraqi Kurdistan (1978-1983), 1997
- Going around in circles. The inside story of events in Iraqi Kurdistan (1984-1988), 1998
- The emirate of Baban between the grinding stones of the Persians and Turks, 1998